# Canoagem nos Jogos Pan-Americanos de 2023 - K-4 500 m masculino
A competição do K-4 500 m masculino da canoagem nos Jogos Pan-Americanos de 2023 foi disputada em 3 de novembro de 2023 na Lagoa Grande, em San Pedro de la Paz. Um total de 28 canoístas de sete Comitês Olímpicos Nacionais (CON) participaram do evento.

## Calendário
Horário local (UTC−3).
| Data          | Hora  | Fase  |
| ------------- | ----- | ----- |
| 3 de novembro | 10:25 | Final |

## Medalhistas
|  | ARG Argentina                                                   |  | CAN Canadá                                                        |  | USA Estados Unidos                                      |
|  | Agustín Vernice Manuel Lascano Gonzalo Lo Moro Gonzalo Carreras |  | Nicholas Matveev Pierre-Luc Poulin Laurent Lavigne Simon McTavish |  | Nathan Humberston Sean Talbert Cole Jones Augustus Cook |

## Resultados
Uma única prova definiu os medalhistas.
| Pos.              | Canoístas                                                                 | CON                | Tempo   |
| ----------------- | ------------------------------------------------------------------------- | ------------------ | ------- |
| Medalha de ouro   | Agustín Vernice Manuel Lascano Gonzalo Lo Moro Gonzalo Carreras           | ARG Argentina      | 1:20.80 |
| Medalha de prata  | Nicholas Matveev Pierre-Luc Poulin Laurent Lavigne Simon McTavish         | CAN Canadá         | 1:21.28 |
| Medalha de bronze | Nathan Humberston Sean Talbert Cole Jones Augustus Cook                   | USA Estados Unidos | 1:23.10 |
| 4                 | Camilo Valdés Marcelo Godoy Matías Núñez Miguel Valencia                  | CHI Chile          | 1:24.32 |
| 5                 | Erick Cabrera Sebastián Delgado Luis Melo Matías Otero                    | URU Uruguai        | 1:24.70 |
| 6                 | Juan Fernando Rodríguez Alberto Briones José Roberto Eguia Carlos Navarro | MEX México         | 1:27.50 |
| 7                 | Yan Carlos Same Caleb Fábregat Reyler Patterson Robert Benítez            | CUB Cuba           | 1:27.80 |